# Trypanosoma polygranularis
Trypanosoma polygranularis – kinetoplastyd z rodziny świdrowców należący do królestwa protista. Są to małe pasożyty wężowatego kształtu o szerokości nieprzekraczającej 2 μm. Koniec przedni i tylny wydłużony, ostro zakończony. Błona falująca jest wąska, nie najlepiej wykształcona. Porusza się za pomocą wici.
Pasożytuje w osoczu krwi ptaka frankolina czarnogardłego (Francolinus lathami)). Obecność tego pasożyta stwierdzono u osobników na terenie Kamerunu w Afryce.